# Himne de Sant Vicent del Raspeig
L'Himne de Sant Vicent del Raspeig, titulat Sant Vicent el meu poble, és l'himne del municipi alacantí de Sant Vicent del Raspeig. Va ser compost per Juan Miralles Leal (Director de les bandes de música de Cartagena (Múrcia), Dolores (Alacant) i Albatera (Alacant), entre altres) i escrit per D. López. L'autora de la versió en valencià és la santvicentera Ascensión Guijarro Jover.
A Sant Vicent del Raspeig hi ha molta tradició musical, a l'àmbit de la composició de música clàssica, popular o pasdoble. Part de la culpa la tenen els mestres Vicente Lillo Cánovas i Manuel Lillo Torregorsa, referents a nivell nacional i internacional. A més a més, des de fa vora 50 anys el municipi fa servir la versió en valencià com el seu himne oficial.